# Eastmanalepes
Eastmanalepes primaevus
Genre
Espèce
Eastmanalepes est un genre fossile de poissons Perciformes marins de la famille des Carangidae, assez semblable aux représentants actuels du genre Caranx (les carangues).
Une seule espèce est rattachée au genre : Eastmanalepes primaevus, décrite par Charles Rochester Eastman en 1904.

## Découverte et datation
Les fossiles d'Eastmanalepes ne sont connus que sur le célèbre site paléontologique (Lagerstätte) du Monte Bolca sur la zone dite de « Pesciara », en Vénétie (Italie). Eastmanalepes primaevus a vécu dans les mers tropicales de l'océan Téthys, précurseur de la Méditerranée, au cours de l'Éocène inférieur (Yprésien), il y a environ entre 49 et 48,5 Ma (millions d'années),. 
L'environnement péri-récifal tropical de l'Éocène du Monte Bolca est sous influence à la fois côtière et de mer ouverte. Dans cet environnement, les fossiles ont été préservés dans des sédiments calcaires laminés, déposés dans une dépression à faible énergie, sous un environnement anoxique.
Plusieurs autres genres et espèces de Carangidae sont connus sur le site fossilifère du Monte Bolca en plus d'Eastmanalepes primaevus, :
- † Seriola prisca (Agassiz, 1834)
- † Vomeropsis triurus (Volta, 1796)
- † Ceratoichthys pinnatiformis (Blainville, 1818)
- † Lichia veronensis Bannikov & Sorbini in Bannikov, 1990
- † Paratrachinotus tenuiceps (Agassiz, 1834)
- † Trachicaranx pleuronectiformis (Blot, 1969)

## Description
Eastmanalepes primaevus présente des différences avec les carangues actuelles. La plus importante est l'importance des lignes de scutelles, des « écailles osseuses » qui forment des excroissances dures allongées verticalement qui se placent dans l'alignement de la queue sur les flancs du poisson (les scutelles existent chez les carangues actuelles, mais elles sont bien moins développées). Il s'agit ici d'environ 65 scutelles qui couvrent la ligne médiane du corps d'Eastmanalepes. Leur hauteur augmente vers l'arrière, pour couvrir la quasi-totalité du corps un peu en avant du pédoncule caudal (début de la queue).  
Sa première nageoire dorsale est particulièrement haute, constituée de 7 ou 8 rayons allongés et robustes, tandis que sa seconde dorsale, tout d'abord haute à l'avant, s'abaisse ensuite et court presque jusqu'à la queue, comme celle des Caranx actuelles.

## Classification
Les premiers fossiles de ce poisson ont été initialement attribués par Eastman en 1904 à une nouvelle espèce du genre Caranx (C. primaevus), et ce n'est qu'en 1984 que Alexander F. Bannikov a souligné les différences avec ce dernier genre pour ériger le genre Eastmanalepes.